# 朱光泉 (解放軍)
朱光泉，中共政治人物丶軍事人物丶中國共產黨黨員丶 出身自江西餘干縣的中共將領

## 生平
原福建省軍區副司令員，並歷任江西省军区参谋长丶福建省第十届人大常委，中國人民解放軍少将军階   